# المليانة (ذمار)
المليانة هي إحدى قرى الجمهورية اليمنية. تتبع جغرافيا لمحافظة ذمار وإداريًا لمديرية مغرب عنس. يبلغ تعداد سكانها 1718 نسمة حسب الإحصاء الذي أجري عام 2004.